# Matteo Tosatto
Matteo Tosatto (født 14. maj 1974, Castelfranco Veneto) er en tidligere italiensk professionel landevejsrytter. Han har repræsenteret Saxo Bank-SunGard, Quick Step, Fassa Bortolo, Ballan og MG Maglificio-Technogym. 